# Mitsubishi Sapporo (1987)
Der Mitsubishi Sapporo war eine viertürige Limousine der oberen Mittelklasse, die Mitsubishi Motors ab Juni 1987 in Europa anbot. Diese basierte wiederum auf dem im Sommer 1984 eingeführten Mitsubishi Galant und wurde in Japan auch als Mitsubishi Galant Sigma verkauft. In den USA wurde eine leicht angepasste Version als Mitsubishi Sigma verkauft.
Von 1975 bis 1983 wurde ein zweitüriges Coupé bzw. Cabrio unter dem gleichen Namen angeboten, siehe dazu Mitsubishi Sapporo (1975).

## Übersicht
Der Sapporo wurde nur mit einem 2,4-Liter-Ottomotor mit 91 kW (124 PS) angeboten, das wahlweise mit einer Vierstufen-Automatik oder einem Fünfgang-Schaltgetriebe kombiniert werden konnte. Der Sapporo bot einige technische Finessen wie zum Beispiel ein elektronisch gesteuertes Fahrwerk, einer Klimaautomatik sowie ABS. In den USA war das Modell auch mit einem 3,0-Liter-V6-Motor erhältlich.
Im August 1990 endete auch diese Ära. Die Nachfolge trat der Mitsubishi Sigma an. In den USA folgte der Diamante auf dem dortigen Sigma. 

Zum Stichtag 1. Januar 2022 waren in Deutschland laut Kraftfahrtbundesamt noch 18 Mitsubishi Sapporo dieser Baureihe angemeldet.

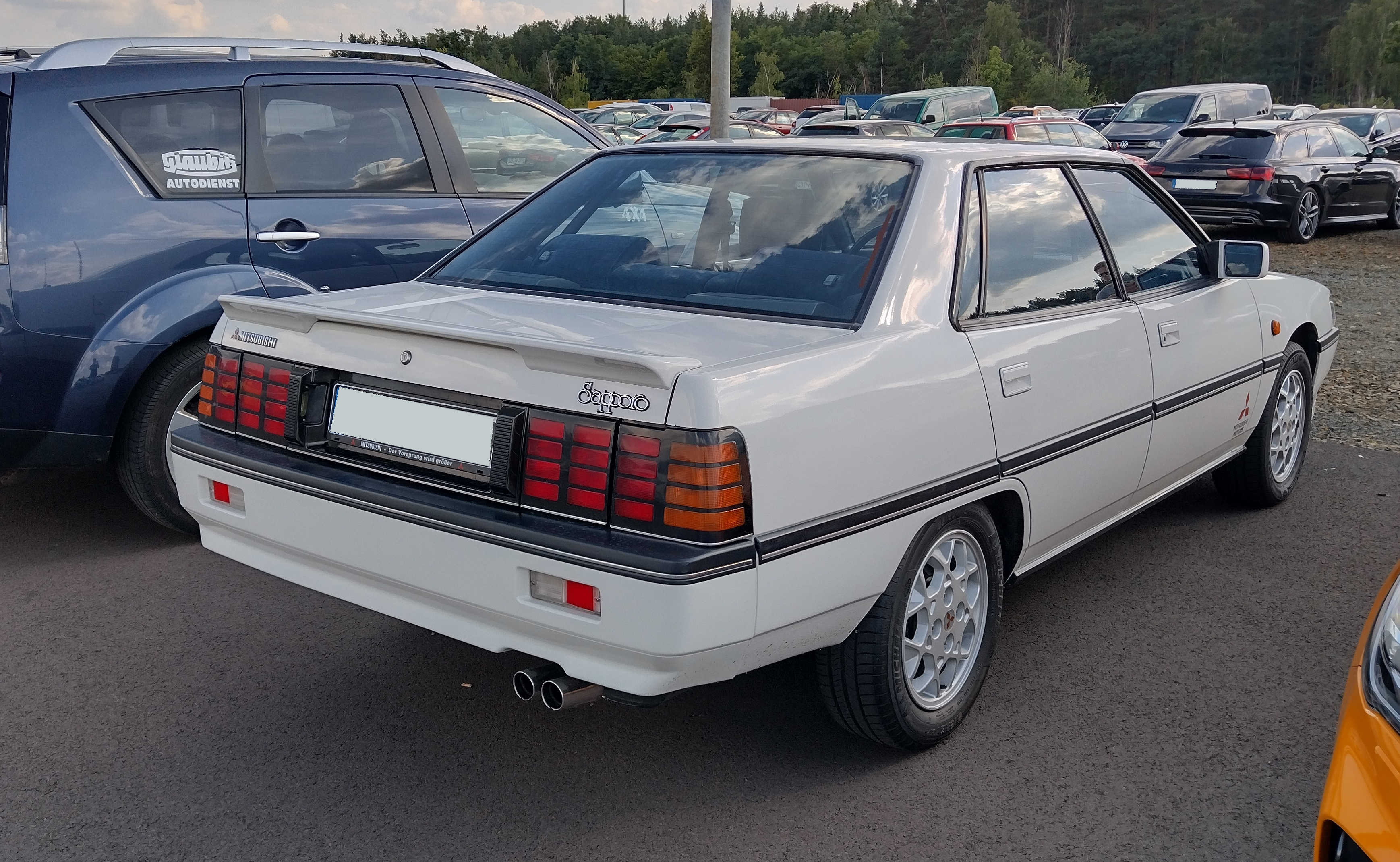
Heckansicht
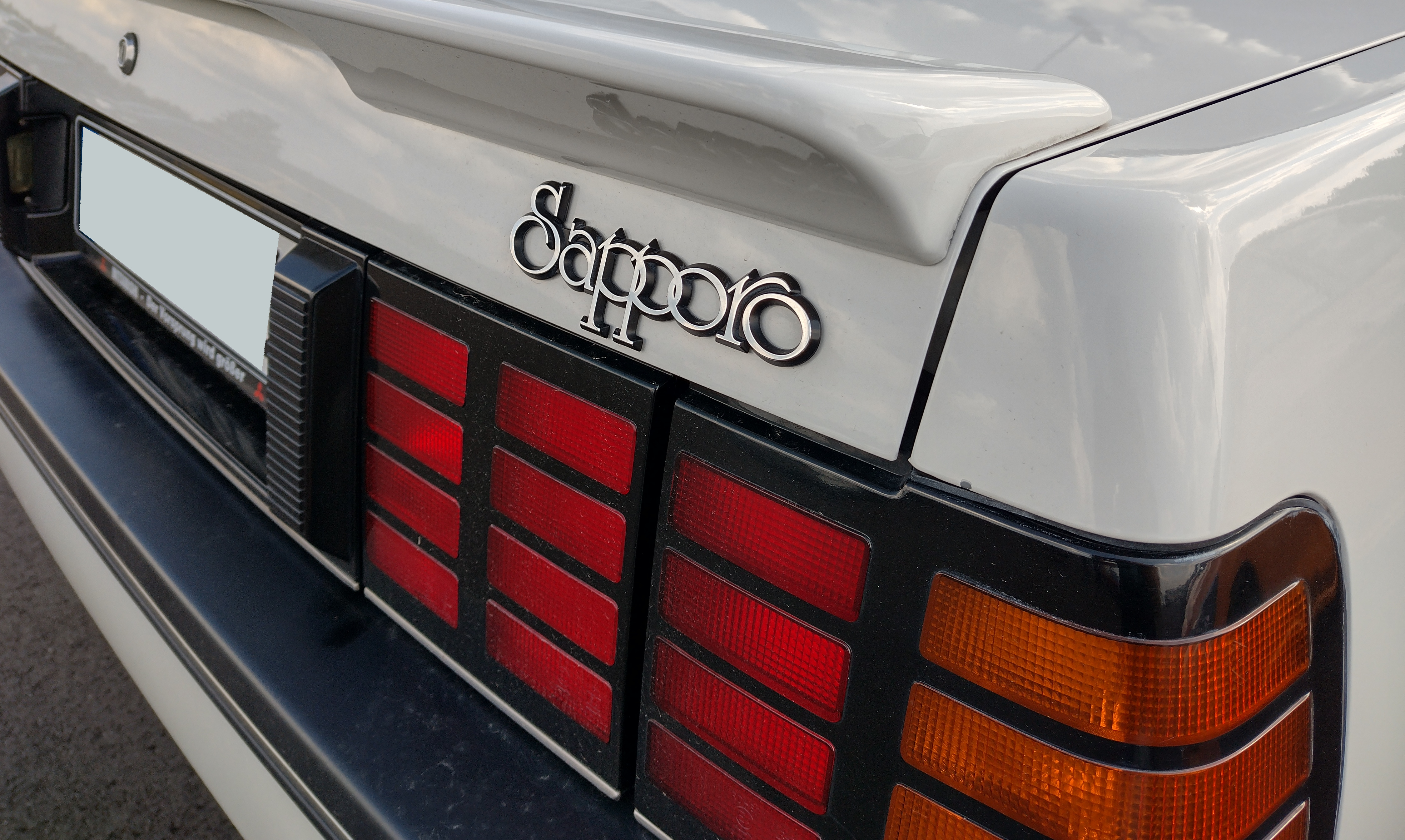
Emblem
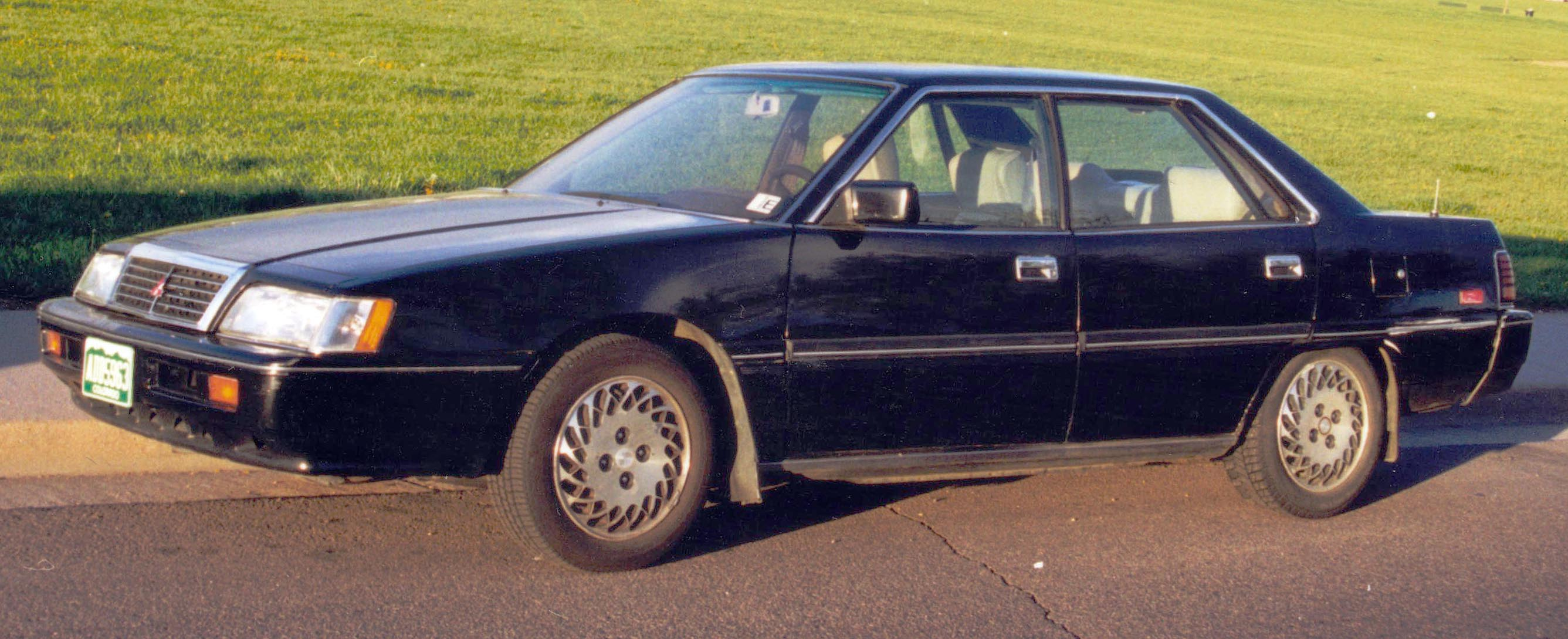
Mitsubishi Sigma (USA)